# Inégalité de Bienaymé-Tchebychev
Ne doit pas être confondu avec Inégalité de Tchebychev pour les sommes.
Ne doit pas non plus être confondue avec les inégalités de Tchebychev pour π("x")

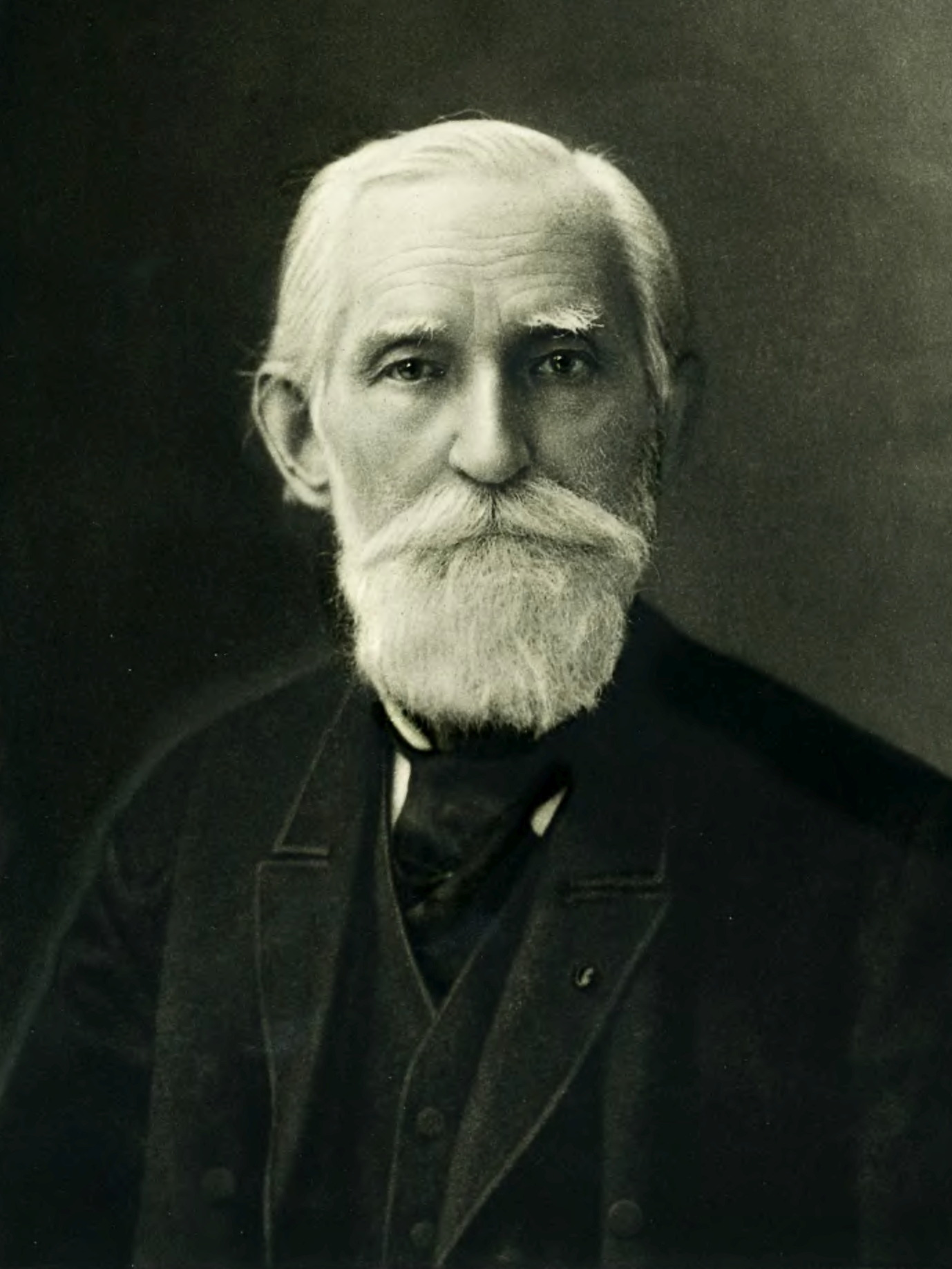
Pafnauty Lvovich Chebyshev

En théorie des probabilités, l'inégalité de Bienaymé-Tchebychev, est une inégalité de concentration permettant de montrer qu'une variable aléatoire prendra avec une faible probabilité une valeur relativement lointaine de son espérance. Ce résultat s'applique dans des cas très divers, nécessitant la connaissance de peu de propriétés (seules l'espérance et la variance doivent être connues), et permet de démontrer la loi faible des grands nombres.
Ce théorème doit son nom aux mathématiciens Irénée-Jules Bienaymé, qui fut le premier à le formuler, et Pafnouti Tchebychev qui le démontra.

## Énoncé

### Formulation probabiliste
Soit {\displaystyle X} une variable aléatoire d'espérance {\displaystyle \mathbb {E} (X)} et variance {\displaystyle \sigma ^{2}} avec {\displaystyle \sigma } l'écart type de {\displaystyle X} (l'hypothèse de variance finie garantit l'existence de l'espérance).

L'inégalité de Bienaymé-Tchebychev s'énonce de la façon suivante : 
Inégalité de Bienaymé-Tchebychev — Pour tout nombre réel strictement positif {\displaystyle \alpha }, 
Autrement dit, la probabilité que {\displaystyle X} s'éloigne de plus de {\displaystyle \alpha } de son espérance est plus petite que {\displaystyle {\frac {\sigma ^{2}}{\alpha ^{2}}}}. La démonstration consiste à appliquer l'inégalité de Markov {\displaystyle \mathbb {P} (Z\geq a)\leq {\frac {\mathbb {E} (Z)}{a}}} à la variable {\displaystyle Z=(X-\mathbb {E} (X))^{2}} et au nombre réel {\displaystyle a=a^{2}} strictement positif compte tenu du fait que {\displaystyle \{|X-\mathbb {E} (X)|\geq \alpha \}=\{(X-\mathbb {E} (X))^{2}\geq \alpha ^{2}\}}.
L'inégalité de Bienaymé-Tchebychev peut également être déduite directement d'une simple comparaison des aires, en partant de la représentation d'une espérance comme différence de deux intégrales de Riemann impropres (dernière formule dans la définition générale de l'espérance pour des variables aléatoires réelles).

### Formulation généralisée
L'inégalité de Bienaymé-Tchebychev est en fait une propriété plus forte de théorie de la mesure. Soit  {\displaystyle (X,{\mathcal {F}},\mu )}, un espace mesuré, et {\displaystyle f:X\to \mathbb {R} } une fonction mesurable. Soit encore {\displaystyle g} une fonction borélienne, positive, et croissante. Alors, on a la majoration suivante :
Borne de Tchebychev — Pour tout {\displaystyle t\in \mathbb {R} } tel que {\displaystyle g(t)\neq 0}, on a 
Cette majoration se prouve facilement en remarquant que puisque {\displaystyle g} est croissante, on a l'inégalité {\displaystyle g(f(x))\geq g(t)1_{\{f(x)\geq t\}}} , d'où : 
{\displaystyle \mu (\{x\in X\ |\ f(x)\geq t\})\ =\ \int _{X}1_{\{f(x)\geq t\}}\mathrm {d} \mu (x)\ \leq \ \int _{X}{\frac {1}{g(t)}}g(f(x))\,\mathrm {d} \mu (x).}
On remarque également que si {\displaystyle \mu } est une mesure de probabilité, on retrouve la version probabiliste de l'inégalité de Bienaymé-Tchebychev en prenant {\displaystyle f=|X-\mathbb {E} (X)|} et {\displaystyle g(t)=t^{2}}. Mais on peut aussi obtenir d'autres inégalités intéressantes avec d'autres choix de {\displaystyle g} sous de bonnes conditions. Par exemple, quand la variable aléatoire {\displaystyle X} est bornée, avec {\displaystyle f=X} et {\displaystyle g(t)=e^{\lambda t}} on obtient l'inégalité de Bienaymé-Tchebychev exponentielle : {\displaystyle \mathbb {P} (X\geq t)\leq e^{-\lambda t+K(\lambda )}} où {\displaystyle K} est la fonction génératrice des cumulants de {\displaystyle X}.

## Minimalité des bornes
Pour certaines variables, l'inégalité de Bienaymé-Tchebychev peut donner des bornes larges. Cependant, dans le cas général, celles-ci ne peuvent pas être améliorées. Les bornes sont minimales pour l'exemple suivant : pour tout {\displaystyle k\geq 1}, 
{\displaystyle \mathbb {P} (X=-1)=\mathbb {P} (X=1)={\frac {1}{2k^{2}}},\mathbb {P} (X=0)=1-{\frac {1}{k^{2}}}}.
Pour cette loi, {\displaystyle X} a pour moyenne {\displaystyle \mu =0} et comme variance {\displaystyle \sigma ^{2}={\frac {1}{k^{2}}}}, soit un écart type de {\displaystyle \sigma ={\frac {1}{k}}} et alors : 
{\displaystyle \mathbb {P} (|X-\mu |\geq k\sigma )=\mathbb {P} (|X|\geq 1)={\frac {1}{k^{2}}}.}
Plus généralement, le cas de l'inégalité de Bienaymé-Tchebychev n'est atteinte que pour les lois qui sont des transformations affines de cet exemple.